# Мачковац (Куршумлија)
Мачковац је насеље у Србији у општини Куршумлија у Топличком округу. Према попису из 2022. било је 217 становника (према попису из 1991. било је 394 становника).

## Демографија
У насељу Мачковац живи 255 пунолетних становника, а просечна старост становништва износи 44,0 година (42,1 код мушкараца и 46,2 код жена). У насељу има 105 домаћинстава, а просечан број чланова по домаћинству је 2,84.
Ово насеље је великим делом насељено Србима (према попису из 2002. године), а у последња три пописа, примећен је пад у броју становника.
|  |

| Демографија | Демографија | Демографија |
| Година      | Становника  | Становника  |
| ----------- | ----------- | ----------- |
| 1948.       | 619         |             |
| 1953.       | 650         |             |
| 1961.       | 594         |             |
| 1971.       | 587         |             |
| 1981.       | 554         |             |
| 1991.       | 394         | 392         |
| 2002.       | 298         | 303         |

| Етнички састав према попису из 2002.‍ | Етнички састав према попису из 2002.‍ | Етнички састав према попису из 2002.‍ | Етнички састав према попису из 2002.‍ | Етнички састав према попису из 2002.‍ |
| ------------------------------------ | ------------------------------------ | ------------------------------------ | ------------------------------------ | ------------------------------------ |
|                                      |                                      |                                      |                                      |                                      |
| Срби                                 | Срби                                 |                                      | 287                                  | 96,30%                               |
| Хрвати                               | Хрвати                               |                                      | 2                                    | 0,67%                                |
| Југословени                          | Југословени                          |                                      | 1                                    | 0,33%                                |
| непознато                            | непознато                            |                                      | 7                                    | 2,34%                                |

| Година пописа     | 1948. | 1953. | 1961. | 1971. | 1981. | 1991. | 2002. |
| ----------------- | ----- | ----- | ----- | ----- | ----- | ----- | ----- |
| Број домаћинстава | 105   | 110   | 126   | 137   | 152   | 124   | 105   |

| Број чланова      | 1  | 2  | 3  | 4  | 5 | 6 | 7 | 8 | 9 | 10 и више | Просек |
| ----------------- | -- | -- | -- | -- | - | - | - | - | - | --------- | ------ |
| Број домаћинстава | 24 | 25 | 24 | 20 | 5 | 4 | 2 | 0 | 1 | 0         | 2,84   |

| Пол    | Укупно | Неожењен/Неудата | Ожењен/Удата | Удовац/Удовица | Разведен/Разведена | Непознато |
| ------ | ------ | ---------------- | ------------ | -------------- | ------------------ | --------- |
| Мушки  | 142    | 46               | 84           | 4              | 8                  | 0         |
| Женски | 125    | 20               | 81           | 22             | 2                  | 0         |
| УКУПНО | 267    | 66               | 165          | 26             | 10                 | 0         |

| Пол    | Укупно                    | Пољопривреда, лов и шумарство | Рибарство                            | Вађење руде и камена | Прерађивачка индустрија       |
| ------ | ------------------------- | ----------------------------- | ------------------------------------ | -------------------- | ----------------------------- |
| Мушки  | 67                        | 15                            | 0                                    | 0                    | 25                            |
| Женски | 30                        | 6                             | 0                                    | 0                    | 5                             |
| УКУПНО | 97                        | 21                            | 0                                    | 0                    | 30                            |
| Пол    | Производња и снабдевање   | Грађевинарство                | Трговина                             | Хотели и ресторани   | Саобраћај, складиштење и везе |
| Мушки  | 0                         | 1                             | 5                                    | 1                    | 3                             |
| Женски | 0                         | 0                             | 6                                    | 1                    | 0                             |
| УКУПНО | 0                         | 1                             | 11                                   | 2                    | 3                             |
| Пол    | Финансијско посредовање   | Некретнине                    | Државна управа и одбрана             | Образовање           | Здравствени и социјални рад   |
| Мушки  | 0                         | 0                             | 8                                    | 0                    | 2                             |
| Женски | 0                         | 3                             | 2                                    | 0                    | 2                             |
| УКУПНО | 0                         | 3                             | 10                                   | 0                    | 4                             |
| Пол    | Остале услужне активности | Приватна домаћинства          | Екстериторијалне организације и тела | Непознато            | Непознато                     |
| Мушки  | 0                         | 0                             | 0                                    | 7                    | 7                             |
| Женски | 0                         | 0                             | 0                                    | 5                    | 5                             |
| УКУПНО | 0                         | 0                             | 0                                    | 12                   | 12                            |

## Галерија
- Мачковац
- Мачковац
- Мачковац
- Мачковац
- Црква Свете Петке
- Црква Свете Петке